# Папьян, Андрей Назарович
Андре́й (Андро) Наза́рович Папья́н (1914, Ереван) — советский боксёр полулёгкой весовой категории, выступал на всесоюзном уровне в середине 1930-х годов. Чемпион СССР, призёр многих турниров и национальных первенств. Обладал классической техникой ведения боя, на соревнованиях представлял команду «Динамо», заслуженный мастер спорта.

## Биография
Андрей Папьян родился в 1914 году в Ереване. Активно заниматься боксом начал в раннем детстве, проходил подготовку в одном из ереванских спортивных залов под руководством тренеров Г. Алиханяна и Г. Гаспаряна, позже присоединился к спортивному обществу «Динамо». Первого серьёзного успеха на ринге добился в возрасте девятнадцати лет, когда в полулёгкой весовой категории выиграл бронзовую медаль на взрослом первенстве СССР. В 1934 году занял второе место, уступив лишь москвичу Сергею Целовальникову, ещё через год вновь был третьим.
Настоящая известность пришла к Папьяну в 1936 году, став чемпионом ЗСФСР, в полуфинале и финале национального чемпионата он одолел признанных лидеров страны в полулёгком весе Анатолия Грейнера и Георгия Вартанова, завоевав тем самым звание чемпиона Советского Союза по боксу. Осенью выступал в лёгком весе за команду Армянской ССР во второй группе командного первенства СССР. Вскоре после этих соревнований принял решение завершить карьеру боксёра. За выдающиеся спортивные достижения в 1948 году  удостоен почётного звания «Заслуженный мастер спорта СССР».